# Єгипетська хронологія

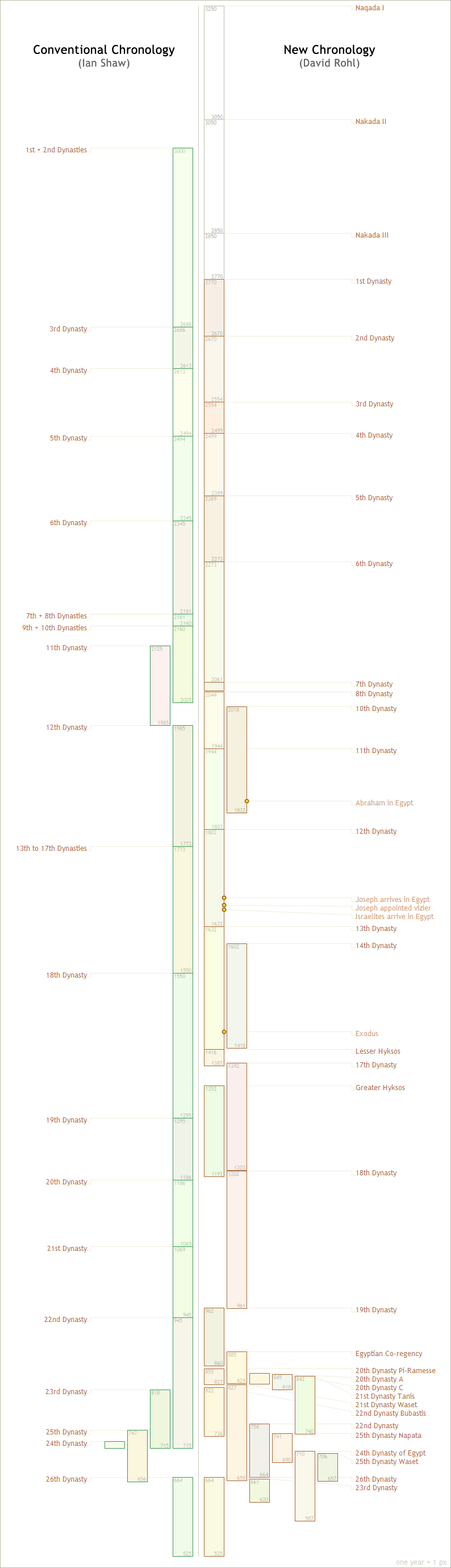
Єгипетська хронологія

Єгипетська хронологія — визначений дослідниками період існування цивілізації Стародавнього Єгипту з часу заснування держави (Раннє царство) до загибелі Пізнього царства (так званий Династичний Єгипет). Інші єгиптологи визначають інші історичні межі — до захоплення Єгипту римськими військами на чолі із Октавіаном Августом (так званий Елліністичний Єгипет).

## Характеристика

### Додинастичний період
- Середина IV тис. до н. е. утворення двох царств: на півночі — Нижнього Єгипту, на півдні — Верхнього Єгипту.
- 3900-3200 роки до н. е. — існування конфедерації Нехена
- 3750-3200 роки до н. е. — існування конфедерації Тініса
- 3200-3000 роки до н. е. — існування конфедерації Абідоса

### Династичний період
Період Раннього царства охоплює за Ієном Шоу час з 3000 до 2686 року до н. е. В цей період утворюється найдавніша держав уздовж Нілу шляхом об'єднання Верхнього та Нижнього Єгипту. Впроваджується титул фараона. Загалом в цей період діяли I й II династії.
- Близько 3000 року до н. е. — початок династичної історії Стародавнього Єгипту: перший правитель, пізніше названий фараоном, відомий за працями Манефона як Менес (Міна, згідно з давніми написами, володар Верхнього Єгипту Нармер Хор Аха) об'єднав Верхнє і Нижнє царства Єгипту в єдину державу, що символізувала подвійна червоно-біла корона. Столицею об'єднаного Єгипту (Дві землі) став Мемфіс на кордоні Верхнього і Нижнього Єгипту.
- Близько 2900 року до н. е. — перші військові виправи єгипетських фараонів в Північну Нубію. Боротьба Єгипту з бедуїнами, які контролювали мідні копальні Синайського півострова. В результаті Єгипет виявився в частковій ізоляції. Тривають війни з сусідами: кушитами (нубійцями) — на півдні й лівійцями — на заході.
- бл. 2890—2686 роки до н. е. — панування Другої династії.
- бл. 2800 року до н. е. — єгипетські жерці досягають високого рівня в геометрії (визначення числа пі, площі фігур) і астрономії (планети, сузір'я).

Період Давнього царства охоплює час з 2686 до 2181 року до н. е. На нього приходиться панування III, IV, V, VI династій. Відома діяльність визначних фараонів Снофру, Хеопса, Хефрена, Мікерина, Пепі II.
- У 2686—2575 роки до н. е. — III династія. Розвинена широка будівельна діяльність, вперше споруджено піраміду. Найважнішими є діяльність фараона Джосера й архітектора, винахідника Імхотепа.
- 2570-ті роки до н. е. — з'являється нова техніка спорудження пірамід
- 2575—2467 роки до н. е. — діяльність Четвертої династії. Найбільшого розвитку в порівнянні з попередніми періодами досягла централізація державного управління. Всі вищі державні посади займали численні члени царської родини.
- бл. 2504—2347 роки до н. е. — діяльність П'ятої династії. З'являється заупокійна література «Тексти пірамід», набуває все більшого значення культ бога Ра.
- 2400-ті роки до н. е. — відбувається зміна державного устрою та посилення влади в номах, їх володарі (номархи) набувають більшої політичної ваги.
- бл. 2347—2216 роки до н. е. — Шоста династія.
- 2200 роках до н. е. — давньоєгипетські ковалі починають використання бронзи.

Перший Перехідний період визначають після занепаду давнього царства, оскільки в цей час Єгипет розпадається на безліч номів при існуванні декількох династій. Охоплює період з 2181 до 2040 року до н. е., якому властиві безкінечні війни між номархами, відсутність справжнього авторитету влади фараонів. На нього приходиться діяльність VII, VIII, IX, X династій.
- 2157—2155 роки до н. е. — правління Сьомої династії.
- 2150—2118 роки до н. е. — правління Восьмої династії.
- 2129—2020 роки до н. е.— правління Дев'ятої династії.
- 2025—2020 роки до н. е. — правління Десятої династії.

Період Середнього царства охоплює час з 2040 до 1782 року до н. е. Відновлювачем об'єднаного Єгипту став фараон Ментухотеп I. Іншими відомими володарями були Аменемхет I, Сенусерт I, Сенусерт III, Аменемхет III. Загалом панували XI та XII династії. В XXI—XVIII ст. до н. е. покровителем фараонів був оголошений бог Амон. Аменемхет I переніс столицю з Фів до Іттауі в Файюмській оазі.
- розвивається наука, зокрема математика, астрономія, астрологія, медицина, військова справа. Розквіт давньоєгипетської літератури, відома праця «Історія Сінуха».
- бл. 2119—1976 роки до н. е. — правління Одинадцятої династії. Походила з міста Фіви, тому її називають Фіванською.
- 1976—1782 роки до н. е. — правління Дванадцятої династії.
- 1800-ті роки до н. е. — створення перших математичних папірусів. Водночас набуває розвитку література, з'являються нові її форми.
- 1780-ті роки до н. е. — потужне повстання бідноти і рабів, в результаті якого Середнє царство припинило своє існування

Другий Перехідний період (з 1782 до 1570 до н. е.) пов'язано з занепадом Середнього царства, викликаного послабленням центральної влади, а потім вторгнення азійських народів, відомих як гіксоси. В XVIII—XVI ст. до н. е. останні захопили владу в Нижньому Єгипті і зробили своєю столицею місто Аваріс в східній частині дельти Ніла. У Верхньому Єгипті існувало декілька держав. Почався новий розпад Єгипту, який охоплює діяльність XIII, XIV, XV, XVI, XVII династій.
- бл. 1785—1630 роки до н. е. — правління Тринадцятої династії.
- бл. 1705—1690 роки до н. е. — правління Чотирнадцятої династії.
- бл. 1648—1530 роки до н. е. — заснування племенами гіксосів П'ятнадцятої діяльності. Поява при дворі єврейської діаспори.
- бл. 1650—1580 роки до н. е. — правління Шістнадцятої династії.
- бл. 1650—1600 роки до н. е. — правління Абідоської династії.
- бл. 1645—1550 роки до н. е. — правління Сімнадцятої династії. В цей час Єгипет був розділений на кілька невеликих держав, підлеглих гіксосам.

Період Нового царства визначає час з 1570 до 1070 року до н. е. Започатковано завдяки перемогам та об'єднанню Єгипту фараоном Яхмосом I. Також вигнано гіксосів з країни. З цього період починається значні військові походи за межі власне Єгипту. В цей час постає велична імперія, що охоплює території з 4-го нільського порогу до річки Євфрат, охоплюючи Палестину, Сирію, Куш (Нубію), підкорено лівійські племена. При Аменхотепі III Стародавній Єгипет досяг найбільшої могутності. На другу частину існування Нового царства приходиться протистояння з хеттами, народами моря.
- На цей час відбувається панування XVIII, XIX, XX династій. Найзначущими були фараони Яхмос I, Тутмос I, Тутмос III, Аменхотеп II, Аменхотеп IV, Рамсес II, Рамсес III.
- піднесення різних галузей науки (1500 рік до н. е. створено папірус Еберса), відбувається потужна розбудова економіки, зокрема різних ремесел, торгівлі. За часи XVIII династій з'являється значний військовий й торговельний флот.
- З 1490-1460-х років до н. е. за наказом жінки-фараона Хатшепсут здійснено низку торговельних експедицій, насамперед до Пунта. Також відновлені і значно розширені святилища в Карнаці і Луксорі.
- на 1460-1430-ті роки до н. е. приходиться амарнський період. Релігійна реформа Аменхотепа IV Ехнатона проголосила культ єдиного для єгиптян бога Атона (сонячного диска). На честь цього бога будується нова столиця Ахетатон. Невдовзі після смерті Ехнатона в 1335 році до н. е. було відновлено шанування колишніх богів, і Фіви знову стали столицею Єгипту. Захопившись релігійною реформою, Ехнатон закинув управління державою. Занепад тривав і після його смерті.
- 1296—1279 роки до н. е. — створення гробниці Сеті I в Долині Царів, яка є найбільшою скельною гробницею в історії Єгипту.
- бл. 1290—1224 роки до н. е. — Рамсес II відновив могутність Єгипту. З ним пов'язано останній період піднесення влади фараону в середині держави й назовні.
- 1274 рік до н. е. — битва при Кадеші в Сирії між військами фараона Рамсеса II та хеттами на чолі із Муваталлі ІІ. Ніхто із супротивників не зміг досягти рішучої перемоги.
- бл. 1190—1077 роки до н. е. — панування Двадцятої династії.
- 1157 рік до н. е. — вбивство фараона Рамсеса III
- 1124—1087 роки до н. е. — діяльність Аменхотепа, верховного жерця Амона, що встановив особисту владу у Фівах.
- 1080 рік до н. е. впливовий сановник і військовик Герігор заснував династію жерців, що панувала у Верхньому Єгипті.

Третій Перехідний період відносять до часу з 1069 до 656 року до н. е. Послаблення влади фараонів, посилення жрецтва, особливо верховного жерця Амона у Фівах, посилення нубійської та лівійської знаті спричинило занепад Нового царства й постання чергового перехідного періоду. Єгипет розпався на Верхній та Нижній. Деякий час фактичними гегемонами були представники фіванської знаті. Згодом Єгипет знову потрапив під владу іноземців: лівійців, нубійців, ефіопів, ассирійців. В цей час панували XXI, XXII, XIII, XXIV, XV династії.
- бл. 1076—944 роки до н. е. — панування Двадцять першої (Таніської) династії. Відбувається поступовий процес занепаду влади фараона, особливо у Нижньому Єгипті.
- бл. 943 — бл. 746 роки до н. е. — володарювання фараонів Двадцять другої (Лівійської) династії. Продовження процесу розпаду держави.
- 853 рік до н. е. — поразка єгипетського війська (в союзі з ізраїльським та сирійським) в битві при Каркарі проти ассирійського війська.
- 880—750 роки до н. е. — панування Двадцять третьої (Берберської) династії.
- 732—720 роки до н. е. — коротке існування Двадцять четвертої (Саїської) династії.
- 760 рік до н. е. вторгнення нубійців (кушитів) до Єгипту. Заснування двадцять п'ятої (Кушитської) династії.
- 730—700 роки до н. е. — масштабне будівництво, яке порівняють з зведенням монументів за часів Середнього царства. Відновлення та розширення традиційної єгипетської культури, мистецтв і обрядів.
- 671 рік до н. е. — ассирійська армія Асархаддона захопила і пограбувала Мемфіс.
- 656 рік до н. е. — повалення Тануатамона, завершення Двадцять п'ятої династії.

Період Пізнього царства охоплює час з 656 до 332 року до н. е. Починаючи з фараона Амеріса починається процес об'єднання Єгипту та вигнання іноземних загарбників. Цей процес завершив фараон Псамметіх I. Іншими потужними фараонами були Псамметіх II, Нехо II, Яхмас II.
- відновлюється розвиток економіки, наукових галузей, хоча вони не досягли піднесення часів Нового царства.
- встановлюються й посилюються політичні, економічні, культурні та військові контакти з державами Стародавньої Греції. Одним з наслідків стає поява професійної найманого війська з числа грецьких гоплітів.
- особливістю є поперемінне панування єгипетських династій (XXVI, XXVIII, XXIX, XXX династії) та перських царів з династії Ахеменідів (в давньоєгипетській хронології позначена як XXVII та XXXI династії).
- 525 року до н. е. було захоплено перським царем Камбісом і став перською сатрапією. Початок першого перського періоду
- 405 року до н. е. Аміртей II переміг перські війська, витуривши їх з Єгипту, й відновив незалежність.
- 393 рік до н. е. — смерть фараона Неферіта I, початок внутрішньої війни за владу.
- 380—342 роки до н. е. — панування останньої суто єгипетської Тридцятої (Себеннітської) династії
- 342 року до н. е. перси під орудою царя Артаксеркса III знову захоплюють Нижній Єгипет.
- 341 рік до н. е. остання згадка про фараона Нектанеба II, що панував в Верхньому Єгипті та Нубії.
- 332 рік до н. е. — Єгипет захоплено Олександром Македонським, завершено династичний період.

### Елліністичний період
Стосовно продовження хронології в часи еллінізму не всі дослідники відносять саме до Стародавнього Єгипту. Для цього часу властиве панування династії Птолемеїв. З часи послаблення царів вибухали потужні повстання єгиптян в Верхньому Єгипті.
- 305 рік до н. е. — Птолемей Лагід оголосив себе царем Єгипту. Утворення культу бога Серапіса.
- 283—222 роки до н. е. — найбільше піднесення держави за панування царів Птолемея II і Птолемея III. Державі Птолемеїв належали Киренаїка, Кіпр, Палестина, Південна Сирія, західна частина Малої Азії, узбережжя Фракії і Геллеспонт, острови Егейського моря.
- 280 рік до н. е. зведення Олександрійського маяка архітектором Состратом Кнідським.
- 280-ті роки до н. е. заснування Александрійської бібліотеки.
- до 250 до н. е. — діяльність історика Манефона
- 221—170 до н. е. — час правління регентів та фаворитів царів Птолемея IV, Птолемея V та Птолемея VI. Початок занепаду царства, поразки від Сирійського царства.
- 146 рік до н. е. — початок майже безперервної боротьби за владу між представниками династії.
- 81 рік до н. е. — опиняється під впливом Римської республіки.
- 47-30 роки до н. е. — намагання Клеопатри VII утримати Єгипет від повного підкорення Риму.
- 30 рік до н. е. — захоплено військами римлян.